# Нафи ибн аль-Харис
Нафи ибн аль-Харис ибн Калада аль-Сакафи (араб. نافع بن الحارث بن كلدة الثقفي‎ Nāfiʿ ibn al-Ḥārith ibn Kalada al-Thaqafī; ум. 670) — арабский врач из племени Бану Сакиф (араб.). Его рекомендовал исламский пророк Мухаммед, и чьим врачом и сподвижником он был. Также, он лечил Саада ибн Абу Ваккаса и Абу Бакра. Когда последний умирал, он назвал его болезнь отравлением.

## Жизнь и карьера
Получив образование в Йемене, он, как сообщается, написал книгу под названием «Диалог в медицине». Он также был учеником и преподавателем Академии Гондишапура в Персии. 
Он был сыном Аль-Хариса ибн Калады из племени Бану Сакиф. Его мать звали Сумайя. Он был единокровным братом Абу Бакра аль-Сакафи (также известного как Нуфай ибн аль-Харис) и Зияда ибн Уммея.
Ибн Аббас передал, что когда Мухаммед, находился в Таифе, и его глашатай крикнул: «Кто из их рабов выйдет к нам, тот свободен». Тогда Нафи и Нуфай вышли к нему. По другим данным во время осады Таифа сбежал из города и принял ислам, так как он перелез через городскую стену, ухватившись за деревянное колесо (бакра), за ним закрепилось прозвище Абу Бакра.
Он был первым, кто владел верблюдами и лошадьми в Басре. Однако, во внутренних усобицах между мусульманами, в том числе в Верблюжьей битве, не участвовал. Умер в 51 году по Хиджре.
Некоторые историки утверждают, что он получил медицинское образование в Джундишапурской медицинской школе в Персии , где он изучал учения Аристотеля и Галена.